# ذخیره‌گاه طبیعی سریبارنا
ذخیره‌گاه طبیعی سریبارنا (بلغاری: Природен резерват Сребърна) یک ذخیره‌گاه طبیعی در شمال‌شرقی بلغارستان (دوبروجای جنوبی)، در نزدیکی روستایی به همین نام، در ۱۸ کیلومتری غرب سیلیسترا و ۲ کیلومتری جنوب دانوب است. این پارک دریاچهٔ سریبارنا و مناطق اطراف آن را در بر گرفته، و در مسیر پرندگان مهاجر بین اروپا و آفریقا موسوم به ویا پونتیکا قرار دارد. پارک شامل ۶ کیلومتر مربع منطقهٔ محافظت شده و ۵٫۴ کیلومتر مربع منطقهٔ حائل است. عمق دریاجه بین ۱ تا ۳ متر متغیر است. در مجاورت پارک یک موزهٔ حیات طبیعی از حیوانات تاکسیدرمی شدهٔ بومی پارک ساخته شده است.